# Kermánšáh
Kermánšáh (persky کرمانشاه, kurdsky کرماشان) je hlavní město provincie Kermanšáh ležící 525 km od Teheránu v západní části Íránu, přibližně 120 km od hranice s Irákem. Žije v něm přibližně 820 000 obyvatel. Většina populace hovoří persky a kurdsky.

## Klima
Klima města je kontinentální ovlivněné bezprostřední blízkostí pohoří Zagros. Srážek je díky vyšší nadmořské výšce o něco více. Zimy jsou poměrně studené a na jaře a na podzim obvykle prší. V zimě lze většinou po několik týdnu spatřit sněhovou pokrývku. Léta jsou horká.

## Průmysl
Kermanšáh je významné průmyslové centrum; důležitý je petrochemický, textilní a potravinářský průmysl, významná je také výroba koberců, cukru a elektrických zařízení.

## Jméno
Po islámské revoluci bylo město oficiálně přejmenováno na Bachtarán (doslova Západní město), protože vadil odkaz na šáha v názvu. Nové pojmenování se ale neujalo a proto bylo roku 1995 rozhodnuto o návratu k původnímu názvu.